# Chorebus atis
Chorebus atis är en stekelart som först beskrevs av Nixon 1943.  Chorebus atis ingår i släktet Chorebus och familjen bracksteklar. Arten är reproducerande i Sverige. Inga underarter finns listade i Catalogue of Life.